# Dorel Mutică
Dorel Mutică (n. 14 martie 1973, Motru, Gorj, România) este un fost fotbalist român, care a câștigat campionatul cu Rapid București în 1999.